# سباق الدراجات على المضمار

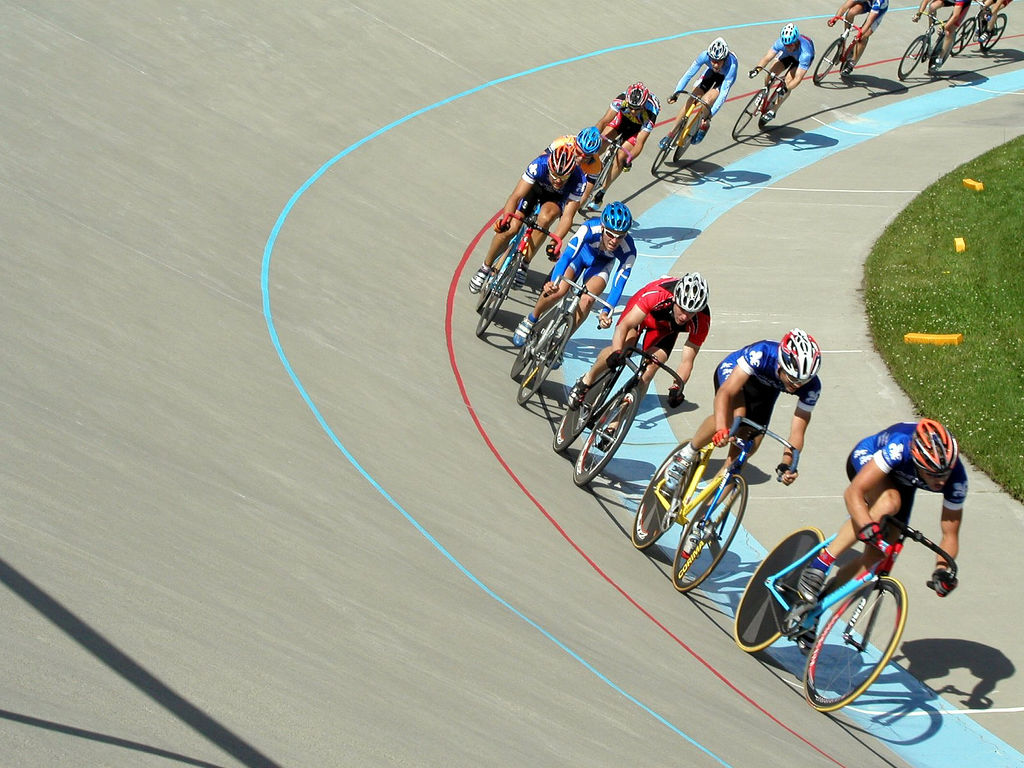
مسابقة لسباق الدراجات على المضمار سنة 2005.

سباق الدراجات على المضمار هو الاسم الذي يطلق على مجموعة من الأنواع الرياضية لسباق الدراجات التي تمارس في مضمار. تتميز دراجات هذا الصنف بتوفرها على قرص مسنن ثابت و بغياب العجلة الحرة، و هو ما يستلزم دياسة بدون انقطاع، مقارنة بالدراجات المستعملة في سباقات الطريق.

المضمار المخصص لهذا النوع الرياضي ذو شكل إهليلجي، و يبلغ محيطه 200 أو 250 أو 333,33 مترا. و يتميز بوجود منعرجين بنسبة ميل تناهز 40 درجة.

رياضة سباق الدراجات على المضمار حاضرة في الألعاب الأولمبية منذ أول نسخة معاصرة لسنة 1896.

## التجهيزات
تحدد دفاتر قوانين الاتحاد الدولي لسباق الدراجات بالتفصيل المعايير الميكانيكية للدراجات المستعملة، و تهدف المعايير إلى تمكينها من تحمل القوى و الاكراهات الخاصة التي تفرضها سباقات الطريق و هي التسارعات الفجائية و كثرة الانعراجات التي تفرز قوة طرد مركزي، ترافق الدراج طيلة السباق.
الهيكل
هياكل دراجات المضمار هي شبيهة في شكلها لتلك المستعملة في سباقات الطريق، فالكتلة الدنيا المسموح بها هي 6,8 كلغ. تكمن الاخنلافات على مستوى كثافة المواد المكونة للهيكل، ففي سباقات المضمار تتميز بالتسارعات الفجائية و المتواترة، مما يستلزم صلابة أكثر في هياكل الدراجات، حيث يمكن أن تصل الكتلة إلى 7,5 كلغ. في سنوات الثمانينات، تم تطوير هياكل من ألياف الكربون، مكنت من تخفيف أوزان الهياكل مع الزيادة في صلابتها.

تتميز هياكل دراجات المضمار، مقارنة بمثيلاتها لسباقات الطريق، أيضا بطول الأنبوب الأفقي (الذي يصل السرج بالمقود)، و بميلانه الخفيف نحو الأسفل. و لضمان صلابة أكثر و انسيابية مثلى، يتم صهر أو قولبة الهياكل، اثناء تصنيعها، على الأكثر في قطعتين، و ذلك لتقليل الكتلة الزائدة بسبب التلحيم.
نظام التحريك

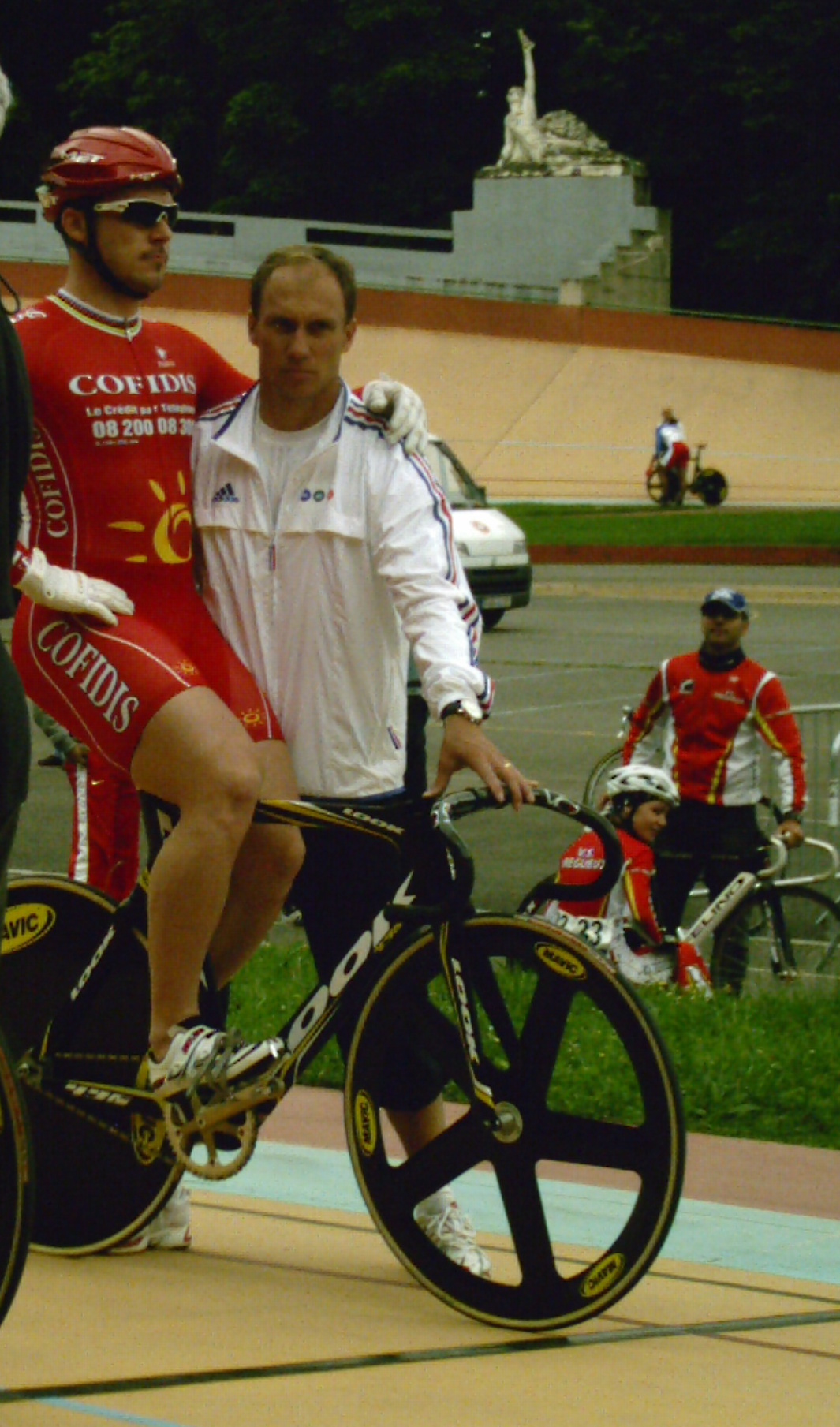
استناد دراج المضمار على مدربه، أثناء الانطلاق.

يتميز نظام تحريك دراجات المضمار بالنتغيرات التالية مقارنة بدراجات الطريق
- غياب الفرامل: بحكم بنية المسابقات التي لا يتوقف فيها الدراج عن التسارع، لا تتوفر دراجات المضمار على أنظمة فرملة و هو ما يعني ربحا إضافيا في كتلتها.
- دواسات أقل حجما: و هي خاصية ضرورية لتفادي احتكاكها مع أرضية المضمار، خصوصا في المنعرجات.
- قرص مسنن وحيد و غياب العجلة الحرة: و هو ما يجعل وتيرة الدياسة المحدد الوحيد للسرعة. و لذلك لا تتوفر دراجات المضمار على مزيغ لتغيير السرعة. يفرض نظام التحريك المعتمد، حصريا على وتيرة الدياسة، إضافة مثبتات لأرجل الدراج على الدواستين، و هو ما يفرض مساعدة المدرب، أثناء لحظة الانطلاق لحفظ توازن الدراج.

العجلة
على غرار دراجات الطريق، القطر القانوني لكل عجلة يجب أن يكون بين 55 و 70 سم.
الخودة
الخودة إجبارية في مسابقات المضمار، حسب قوانين الاتحاد الدولي، و علاوة على دورها الوقائي، خصوصا في المسابقات الكثيفة المشاركة كالكيرين، و التي تؤدي أحيانا إلى اصطدامات و سقطات خطيرة، فللخودة أيضا فضل في تحسين انسيابية الدراج، خصوصا في السباقات ضد الساعة.
الملابس
المتغير الأبرز مقارنة بملابس سباقات الطريق هو على مستوى القفازين، حيث يسمح للدراجين بارتداء قفازين يغطيان اليدين بأكملهما (قفازات دراجي الطريق، تكون عادة مكشوفة الأصابع)، لوقاية اليدين في حالة السقوط، و أيضا لاستعمالهما لإبطاء سرعة الدراجة بالضغط على العجلات.
المضمار
طول المضمار يجب أن يكون نتيجة قسمة مسافة 1 كلم على عدد صحيح أصغر من 5، أي 200 أو 250 أو 333 مترا. بالنسبة لمضمار المنافسة الأولمبية، المحيط القانوني يساوي 250 مترا. أما عرض المضمار فيتراوح بين 5 و 10 أمتار.

المواد المكونة للمضمار يمكن أن تكون من البيتومين، الإسمنت أو الخشب.

ترسم على أرضية المضمار خطوط طولية أو عرضية، للوظائف التالية:
- الخط الأزرق (طولي): و هي التي تحد مجال التباري، في الجزء الأكثر انخفاضا، و يمنع اختراقها إلا في الحالات الطارئة.
- خط القياس (طولي): يعلو الخط الأزرق بعشرين سنتيمترا، و يكون بلون أسود (أو أبيض إذا كانت أرضية المضمار داكنة)، و هو الخط المحدد لمسافة المضمار.
- خط التسارع (طولي): يعلو خط القياس ب 85 سنتيمترا. خلال مسابقات السرعة، لا يحق للدراج أن يتجاوز منافسا بين خط القياس و خط التسارع.
- خط سباق التحمل (طولي): و هو أبعد خط عن الخط الأزرق، و يعلو هذا الأخير بمسافة ثلث عرض المضمار، بحد أدنى يساوي 2,45 مترا. خلال مسابقات التحمل و المسافات نصف الطويلة، يجب تعدي هذا الخط نحو الأعلى للتجاوز.
- خطوط عرضية: و هي خط الوصول، و خط ال 200 متر و خطوط انطلاق و وصول سباقات المطاردة.

## المسابقات

### مسابقات السرعة
- السرعة الفردية: (بالإنجليزية: Men's sprint)‏ و يشارك فيها بصفة فردية دراجان، يتوجب عليهما قطع مسافة لفتين أو ثلاث لفات على المضمار، في أقل وقت ممكن. في بعض الحالات، تلعب المسابقة بثلاثة أو أربعة دراجين، خصوصا في أدوار الترضية، و أدوار تحديد المراتب المتأخرة في البطولات العالمية و الألعاب الأولمبية.

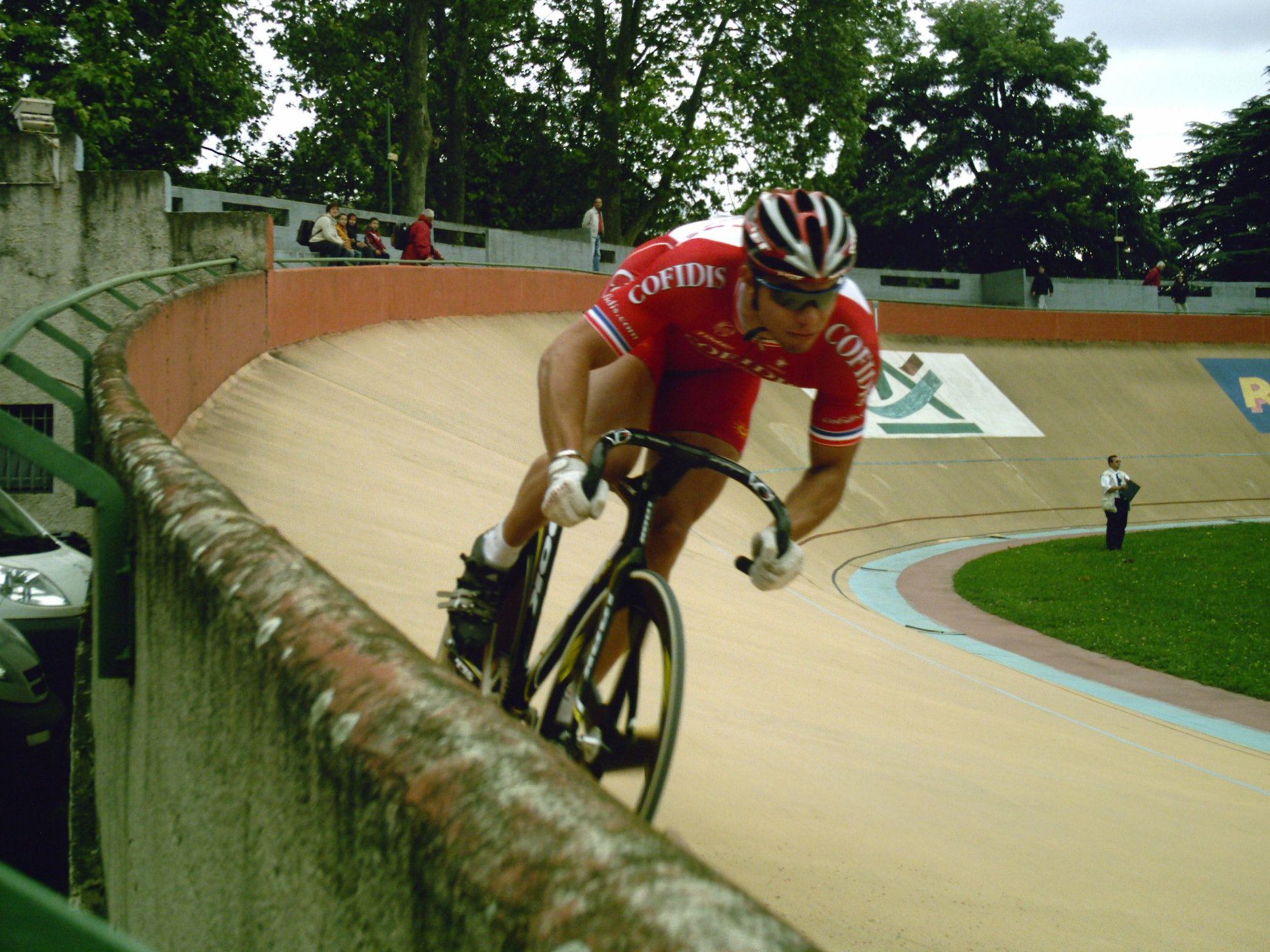
دراج خلال مرحلة التسارع لمسابقة ال 200 متر.

- السرعة الفردية بالترادف: (بالإنجليزية: tandem)‏ بنفس خصائص السرعة الفردية، يتنافس فيها فريقان من دراجين، لكل منهما، على نفس الدراجة الترادفية.
- السرعة بالتتابع حسب الفرق: (بالإنجليزية: team pursuit)‏ يتواجه فريقان من ثلاث دراجين لكل منهما، يتسابقان في اتجاهين متعاكسين، لمسافة ثلاث لفات على المضمار. في كل لفة، يقوم دراج من كل فريق بقيادة زملائه قبل أن ينسحب. توقيت الفريق هو توقيت آخر دراج. يفوز الفريق الأقل زمنا. في مسابقات السيدات، يضم كل فريق دراجتين فقط.
- مسابقة الكيلومتر (أو 500 متر بالنسبة للسيدات): مسابقة فردية ضد الساعة.
- الكيرين (Keirin): مسابقة يابانية المنشأ، تتسابق خلالها كوكبة من 6 إلى 8 دراجين على مسافة 2000 متر. خلال ال 1400 متر الأولى، تلعب دراجة نارية دور الأرنب للمتسابقين الذين ينطلقون في ترتيب محدد سلفا بقرعة. ترفع الدراجة سرعتها تدريجيا من 35 إلى 40 كلم/س قبل أن تنسحب، تاركة الحسم للسرعة النهائية في ال 600 متر المتبقية. تحظى هذه المسابقة بشعبية كبيرة في اليابان بسبب استعمالها في الرهانات الرياضية.
- ال 200 متر: و هو سباق سرعة فردي بانطلاق غير ثابت، أي أن الدراج يقوم بلفة و نصف، لاكتساب أقصى تسارع ممكن، قبل ال 200 متر الحاسمة.

### مسابقات التحمل
- المطاردة الفردية: يتقابل في هذا النوع دراجان، بانطلاق ثابت، متقابلين قطريا و لكن بنفس منحى الدوران. الفائز هو من يلحق بالمنافس الآخر أو من يكمل أولا مسافة 4000 متر (3000 متر فقط بالنسبة للسيدات).
- المطاردة الجماعية: بنفس مبادئ المطاردة الفردية مع متغيرات. المطاردة تتم بين فريقين ب 4 دراجين لكل منهما (3 للسيدات) و يحتسب التوقيت ارتباطا بالدراج المرتب ثالثا (الثانية بالنسبة للسيدات). حالة الهزيمة باللحاق تحدث عندما تصبح المسافة بين فريقين أقل من متر.
- سباق النقط: يتسابق خلالها 30 دراجا لمسافة طويلة (قد تصل ل 50 كلم)، و يتم تنقيطهم بمجموع النقط التي حصلو عليها حسب ترتيبهم اللحظي بعد التسارعات البينية (كل كيلومترين) و في ترتيب الوصول.

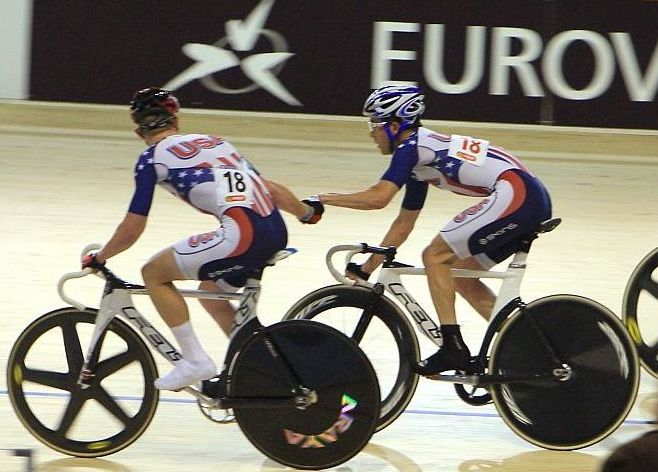
إسناد بين دراجين خلال إجدى منافسات الماديسون.

- السباق الأمريكي أو ماديسون (Madison): صيغة أمريكية لسباق النقط، تجرى فيها المنافسة بفرق يتناوب أعضاؤها (2 أو 3) على التسابق في المضمار و يسمح فيها لأعضاء نفس الفريق بالإسناد الجسدي لإعطاء قوة دفع للدراج المندمج. تجرى هذه المسابقة أيضا في صيغة تسمى "الستة أيام" حيث يستمر التناوب لستة أيام متتالية بين أعضاء الفريق الواحد.
- سباق الخدش أو السكراتش (scratch): هي مقابل سباقات الطريق المستقيمة في المضمار، حيث يتسابق الدراجون لمسافة 15 كلم (10 كلم بالنسبة للسيدات) بهدف بلوغ خط الوصول في أقل زمن ممكن. سميت هذه المسابقة بالخدش أو السكراتش (scratch) للتنافس القوي الذي يطبعها و الذي يخلق احتكاكات بين الدراجين أثناء فترات التسارع، للانفلات من الكوكبة، التي تطبعها.
- سباق المسافة الطويلة: يجرى على مسافات تتراوح بين 30 و 100 كلم، و يكون خلاله الدراج مدعوما بدراجة نارية كأرنب سباق.
- سباق بالإقصاء: و هو سباق يقصى فيه، بعد كل تسارع جزئي آخر دراج في الكوكبة. و هكذا دواليك إلى آخر دراجين متبقيين، حيث يفوز الدراج المنتصر في التسارع النهائي. يجرى التسارع الجزئي عند كل لفتين.[5]

### المسابقات المركبة
- الأومنيوم (Omnium): و هو توليفة من 6 مسابقات، ينقط فيها الدراج، فرديا، حسب مجموع نتائجه في المسابقات الست. المسابقات المعتمدة منذ 2012 هي : سباق فردي ضد الساعة ل 200 متر و سباق نقط [6] و سباق بالإقصاء و مطاردة فردية و سكراتش و سباق فردي ضد الساعة ل 1000 متر (500 متر للسيدات).

## المسابقات الدولية

### بطولة العالم
تقام بطولة العالم لسباق دراجات المضمار كل سنة، منذ 1893 (باستثناء فترتي الحربين العالميتين). ابتداء من 1992، تم إلغاء التمييز بين منافسات الهواة و المحترفين و إنشاء مسابقة موحدة. المسابقات المعتمدة حاليا (2012) هي كالتالي:
منافسات السيدات
- السرعة الفردية (بالإنجليزية:   sprint)‏
- سباق ال 500 متر ضد الساعة (بالإنجليزية:    the 500 m time trial)‏
- سباق المطاردة الفرقية (بالإنجليزية:    team pursuit)‏
- المطاردة الفردية (بالإنجليزية:  Individual pursuit)‏
- المطاردة الجماعية
- الكيرين (بالإنجليزية:   keirin)‏
- سباق الخدش (السكراتش) (بالإنجليزية:     scratch)‏
- سباق النقاط (بالإنجليزية: points race)‏
- الأومنيوم (بالإنجليزية:   omnium)‏

منافسات الرجال
- السرعة الفردية
- سباق الكيلومتر ضد الساعة
- السرعة الفردية بالترادف
- المطاردة الفردية
- المطاردة الجماعية
- سباق المطاردة الفرقية
- الكيرين
- سباق الخدش (السكراتش)
- سباق النقاط
- السباق الأمريكي
- الأومنيوم
- سباق المسافة الطويلة

في ما يلي لائحة العشر الدول الأكثر تتويجا، في تاريخ بطولة العالم:
| الترتيب | منتخب            | ذهبية | فضية | برونزية | المجموع |
| ------- | ---------------- | ----- | ---- | ------- | ------- |
| 1       | فرنسا            | 55    | 34   | 32      | 121     |
| 2       | أستراليا         | 46    | 49   | 37      | 132     |
| 3       | المملكة المتحدة  | 45    | 34   | 22      | 101     |
| 4       | ألمانيا          | 25    | 31   | 40      | 96      |
| 5       | هولندا           | 17    | 17   | 18      | 52      |
| 6       | روسيا            | 15    | 15   | 16      | 46      |
| 7       | الولايات المتحدة | 12    | 10   | 13      | 35      |
| 8       | بيلاروس          | 12    | 2    | 7       | 21      |
| 9       | إيطاليا          | 10    | 10   | 13      | 33      |
| 10      | إسبانيا          | 9     | 9    | 8       | 26      |

### الألعاب الأولمبية
اصناف سباقات المضمار المعتمدة في الألعاب الأولمبية هي كما يلي:
| النوع                           | الصنف                     | تاريخ الاعتماد الأول |
| ------------------------------- | ------------------------- | -------------------- |
| الكيرين رجال                    | سباق الدراجات على المضمار | 2000                 |
| السرعة الفردية رجال             | سباق الدراجات على المضمار | 1896                 |
| السرعة بالتتابع حسب الفرق رجال  | سباق الدراجات على المضمار | 2000                 |
| المطاردة الجماعية رجال          | سباق الدراجات على المضمار | 1908                 |
| الأومنيوم رجال                  | سباق الدراجات على المضمار | 2012                 |
| السرعة الفردية سيدات            | سباق الدراجات على المضمار | 1988                 |
| السرعة بالتتابع حسب الفرق سيدات | سباق الدراجات على المضمار | 2012                 |
| الكيرين سيدات                   | سباق الدراجات على المضمار | 2012                 |
| المطاردة الجماعية سيدات         | سباق الدراجات على المضمار | 2012                 |
| الأومنيوم سيدات                 | سباق الدراجات على المضمار | 2012                 |

## راجع أيضا
- سباق الدراجات

## وصلات خارجية
- موقع الاتحاد الدولي لسباق الدراجات
- دفتر قوانين و مساطر سباقات المضمار من موقع الاتحاد الدولي للدراجات